# Iglesia de Nuestra Señora de la Palma
La iglesia Santuario de Nuestra Señora de la Palma de Algeciras está situada en la Plaza Alta. Incoada BIC por la Consejería de Cultura de la Junta de Andalucía desde 1992 es, junto a la Plaza Alta la principal seña de identidad de esta ciudad andaluza.
Comenzó a construirse en 1720 cuando el incremento de la población hizo insuficiente el servicio religioso ofrecido por la capilla de Nuestra Señora de Europa. Fue abierta al culto en 1738 cuando finalizaron los trabajos de la nave principal y las por entonces dos naves laterales, posteriormente se amplió con dos naves laterales aunque hubo de esperar hasta 1829 para que finalizaran completamente las obras con la construcción del campanario y para que fuera consagrada.
El templo fue construido en estilo barroco popular con elementos coloniales. Posee planta rectangular con cinco naves. La nave principal descansa sobre cuatro columnas de orden jónico y sobre arcos en el crucero, las dos naves intermedias, llamadas de Las Ánimas y del Sagrario, se apoyan en las mismas columnas y el antiguo muro exterior del edificio, las naves del Evangelio y de la Epístola descansan sobre este muro y el actual muro externo. La torre neolásica de dos cuerpos y exenta posee un fuerte basamento cuadrado de sillares reutilizados de las murallas medievales de la localidad, el cuerpo superior es de mampostería encalada con tres vanos; es también de planta cuadrada achaflanada y se encuentra coronado por un campanario con cúpula.
Fue consagrada al culto a la Virgen de La Palma, patrona de la ciudad desde que en 1344 el rey Alfonso XI de Castilla entronizara una imagen de este culto mariano en la mezquita principal de la ciudad de Al-Yazira Al-Jadra tras la conquista de la ciudad. Es sede canónica de la Real, antiquísima y venerable cofradía del Santo entierro y María santísima de la Soledad desde 1720 y de la Cofradía de Nuestro padre Jesús Nazareno, Santo Cristo de la Fe y María Santísima de la Amargura desde 1941.

## Historia

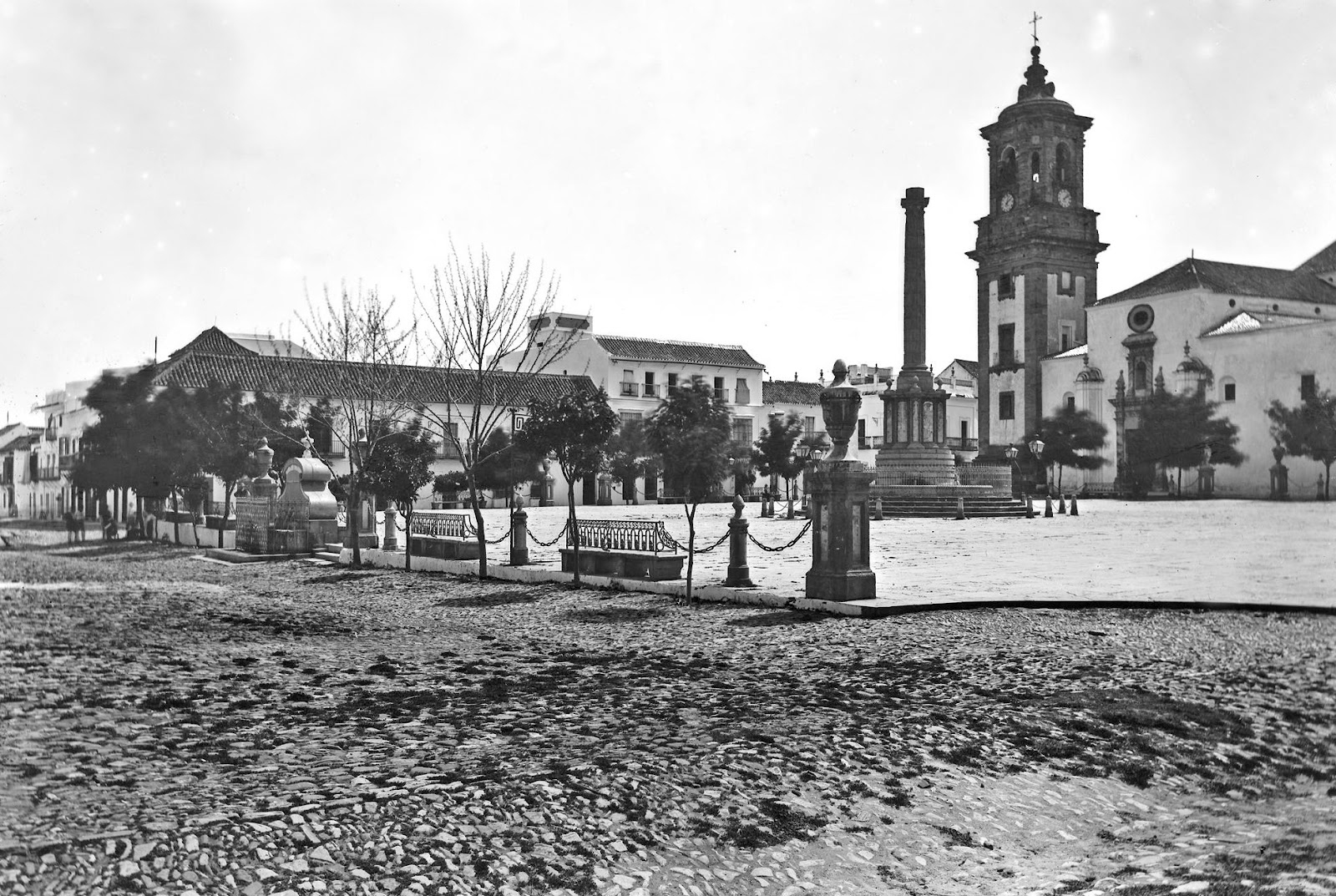
La Plaza Alta y La Iglesia de La Palma a finales del.

Debido al notable incremento de población sufrido por la ciudad de Algeciras desde su refundación en 1704 por parte de exiliados gibraltareños tras la toma británica de Gibraltar, en el año 1720 se solicitó al Obispado de Cádiz la construcción de una nueva parroquia que viniera a sustituir a la Capilla de Nuestra Señora de Europa, único templo de la localidad por entonces. La donación por parte del obispo de Cádiz, Lorenzo Armengual de la Mota, de 1000 reales y la recaudación pública permitieron que las obras comenzaran ese mismo año si bien no fue hasta 1724 cuando se decretó oficialmente su construcción y su emancipación de la parroquia de Los Barrios de la que dependía la ciudad.
Desde 1736 una Iglesia de La Palma aún en construcción asumió las funciones parroquiales, si bien no fue abierta al culto hasta el 6 de junio de 1738, siendo primer párroco de la nueva iglesia, nombrado en 1724 cuando comenzaron las obras, Pablo Joseph de Rossas, hermano del párroco de la Iglesia de San Isidro Labrador de Los Barrios.

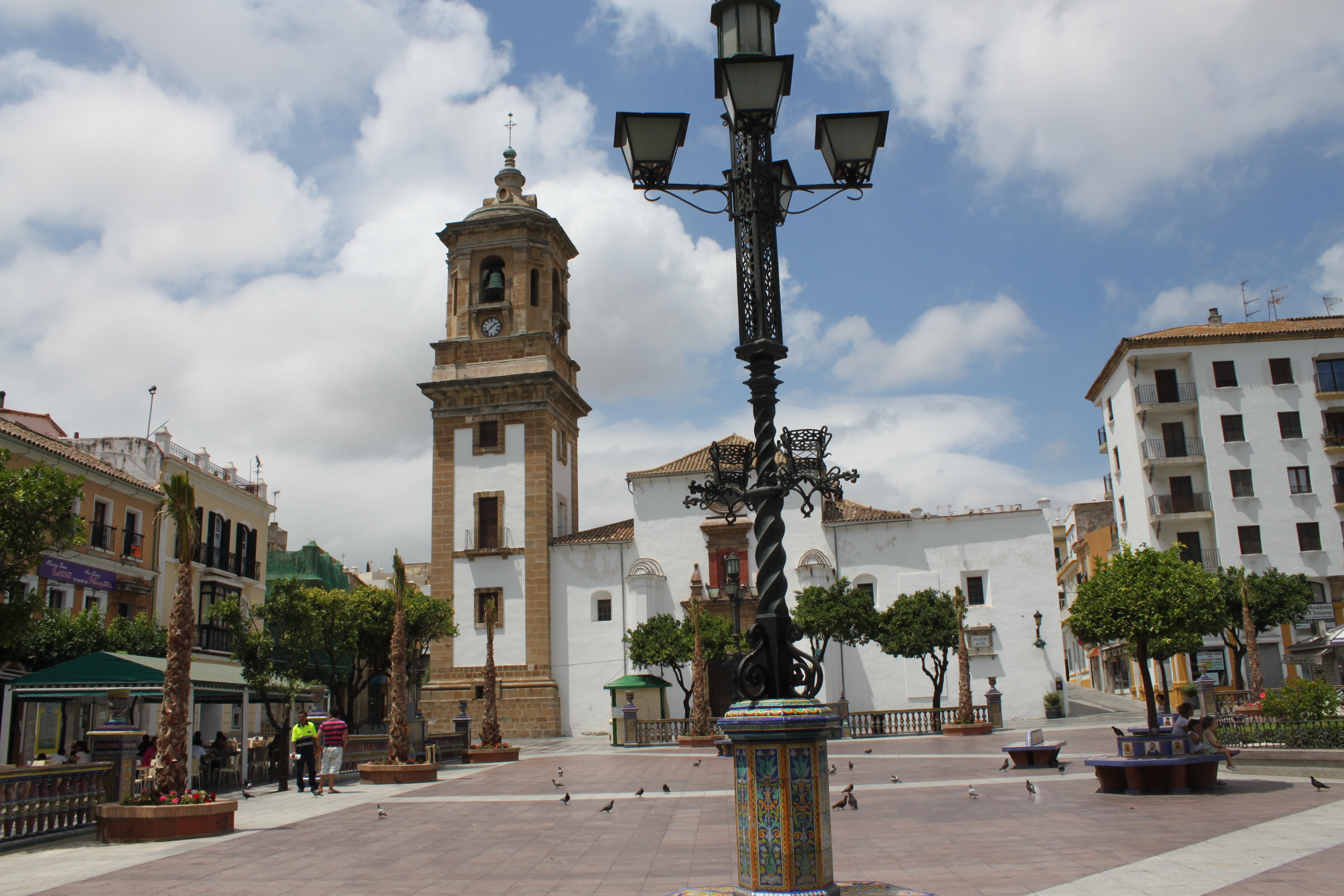
La Iglesia de la Palma y la Plaza Alta.

En un principio el templo constaba de tres naves, la actual nave central y las naves de Las Ánimas y del Sagrario siendo la central de doble tamaño que las lateraes y carecía de campanario. A esta construcción se le añadieron dos naves más en sus extremos, de menor altura que las preexistentes denominadas de la Epístola en 1790, obra del maestro mayor de Fortificaciones Isidro Casaus, y del Evangelio en 1793, obra del maestro alarife Alonso Barranco el Menor. Para comunicar las nuevas naves con el interior del templo se abrieron arcos de medio punto en la por entonces fachada exterior situando junto a estos el via crucis.
De igual modo el campanario comenzó a edificarse en 1791 de la mano de Isidro Casaus siendo inaugurada en 1829 con 150 pies de altura tras varios años en los que la obra estuvo detenida debido a la falta de financiación. El reloj de péndulo de la torre fue instalado en el interior en 1804. La maquinaria fue diseñada en Inglaterra por el inventor y geofísico George Graham en 1741. Su precisión es altísima, pudiendo permanecer meses funcionando sin ningún ajuste. Su calibre mecánico está considerado una obra maestra de la relojería. 
Las casi cuatro mil piezas diferentes que actualmente hacen que el reloj funcione son las originales fabricadas en el siglo XVIII, vueltas a montar después de un riguroso proceso de restauración artesana dirigido por el Relojero Mayor José Luis Pavón. 
Este calibre de Graham cuenta con tres carretes, sonerías de cuartos y toque de horas completo. Un mecanismo acciona los mazos de las campanas de la planta superior de la torre, en la balconada que asoma a la Plaza Alta. La bancada que contiene la maquinaria, enteramente automática, mide más de 2 metros de largo y pesa en su conjunto más de 2000 kilos. La única electricidad que llega a la torre tiene como objetivo alimentar las bombillas que dan luz de noche a las tres esferas de numeración romana. La energía que mueve el corazón del reloj nace de unas pesas que discurren por el interior de la torre y que han de ser izadas a mano cada varios días, una vez alcanzan su cota más baja.
Expertos en horología han catalogado el de Algeciras como uno de los más grandes y más exactos del mundo en su categoría 
Para la construcción de la iglesia se reutilizaron los sillares de las viejas murallas medievales visibles en la torre y que conservan marcas cantero similares a las aparecidas en varios yacimientos de la ciudad.
La iglesia fue consagrada oficialmente el año de finalización de las obras del campanario, 1829, por parte de Domingo de Silos Moreno, obispo de Cádiz. Su titular es la Virgen de la Palma, patrona de la ciudad desde que en 1344, domingo de Ramos, Alfonso XI de Castilla conquistara la ciudad; ese mismo año, el papa Clemente VI crea la diócesis de Algeciras que queda unida a la de Cádiz, tras ello se manda consagrar la Mezquita Mayor de la ciudad en Catedral; sin embargo la ciudad es destruida y el Obispado de Algeciras desaparece con ella.
La imagen que se encuentra en el interior es una talla italiana de alabastro del siglo XVIII que según la tradición fue sacada de un barco al que las inclemencias del tiempo no dejaban salir de puerto; fue muy dañada durante los asaltos antirreligiosos de mayo de 1931 pero restaurada más tarde, aunque no todos los elementos de la iglesia corrieron la misma suerte pues se perdieron el altar mayor y la Custodia.
En 2023, durante el atentado contra las parroquias de San Isidro y La Palma fue asesinado el sacristán Diego Valencia.

## Descripción

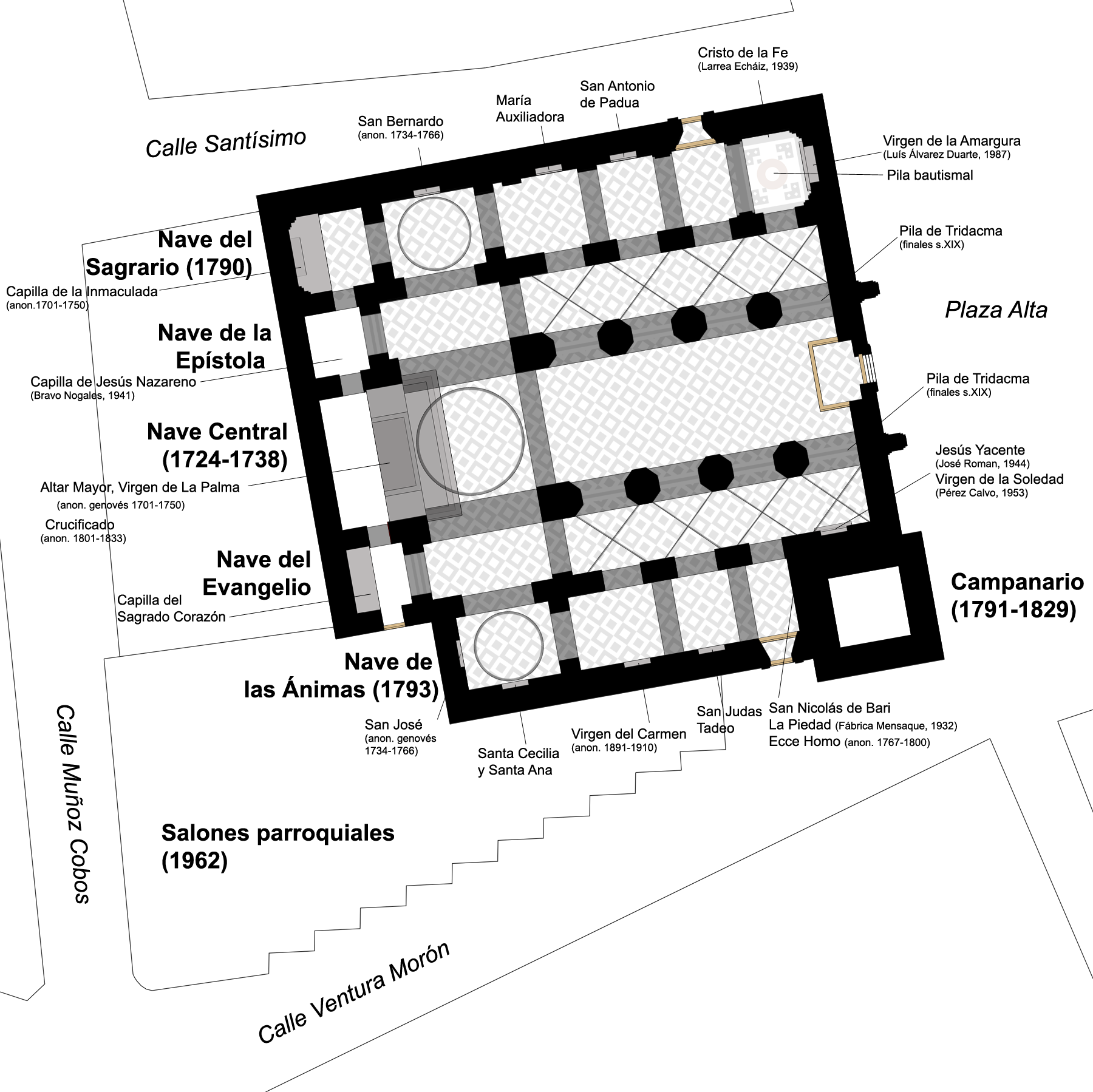

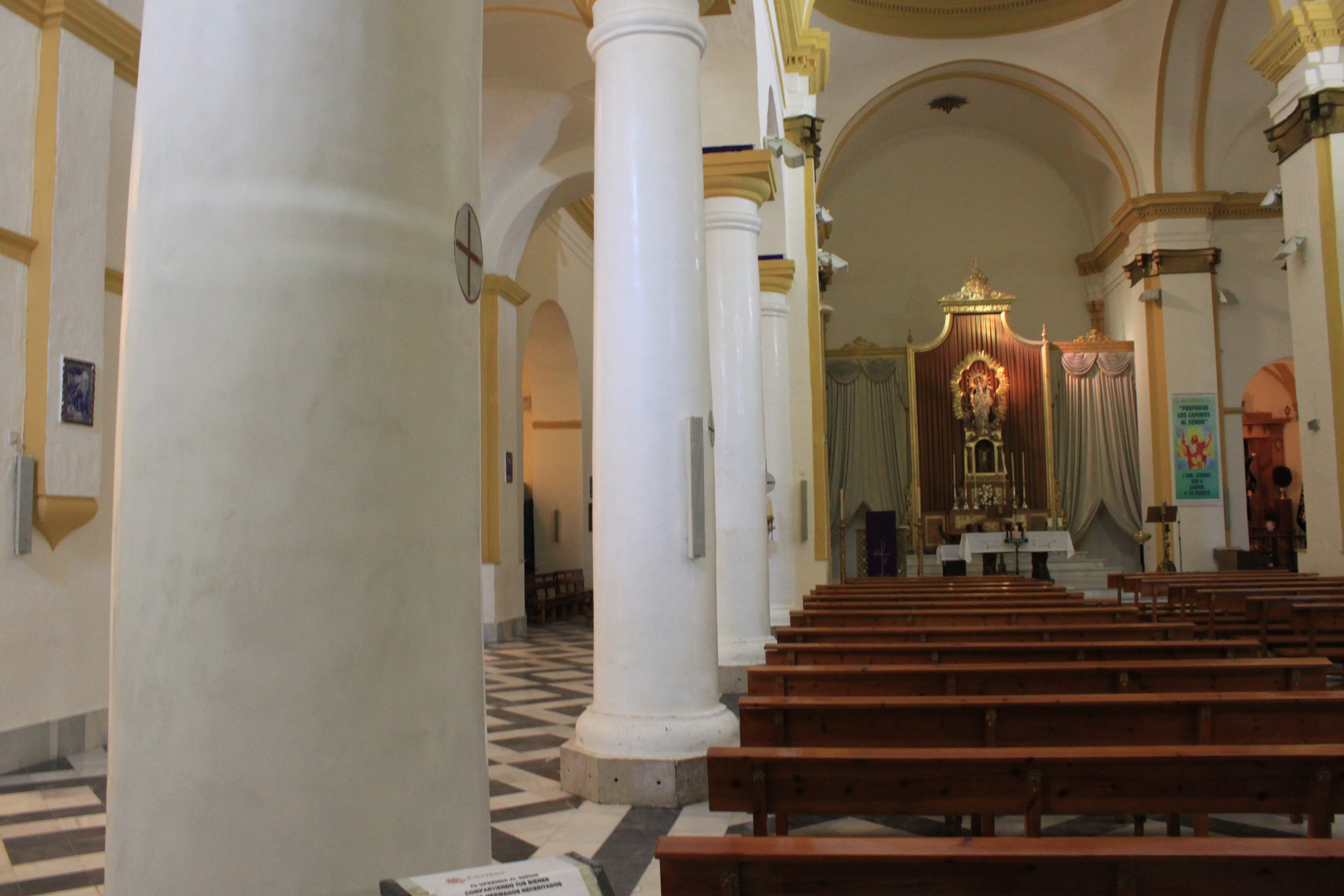
Vista interior del edificio, a la derecha la nave central y el retablo, a la derecha la nave intermedia.

La Iglesia de Nuestra Señora de la Palma se encuentra situada en el extremo sudoccidental de la Plaza Alta con su fachada principal abierta a ella. El edificio posee planta rectangular con cinco naves y crucero, la nave central y las dos naves laterales llamadas del Evangelio y de la Epístola cubiertas por bóvedas de cañón y las naves intermedias, de Las Ánimas y del Sagrario, por bóvedas de arista. La nave central es más alta que las otras estando sustentada por arcos de medio punto sobre columnas de orden toscano con lunetas ciegas en el transepto y de orden dórico en el resto. Esta nave central se separa de las naves intermedias mediante arcos fajones. Las naves intemedias están separadas de las naves laterales mediante columnas toscanas y arcos de medio punto con ventanas en lo que anteriormente fue el muro exterior de la iglesia antes de su ampliación. Las actuales naves laterales se sustentan en dichas columnas y el muro exterior actual en el que se abren hornacinas con imaginería y ventanas en su parte alta.
La inteserccion entre la nave central y el crucero se resuelve mediante un arco toral que limita una bóveda de media naranja sobre pechinas. En las intersecciones con las naves laterales el crucero posee también bóveda de medio punto. Al fondo de la nave central se encuentra el retablo y en las naves laterales e intermedias se abren sendas capillas.
El exterior del templo es de mampostería lucida y encalada con decoración a base de piedra y ladrillo vista. En la fachada principal la portada se encuentra enmarcada mediante grandes contrafuertes acabados en curva que la separan de los cuerpos laterales. En estos cuerpos laterales se abren pequeños ventanucos que dan luz al interior.

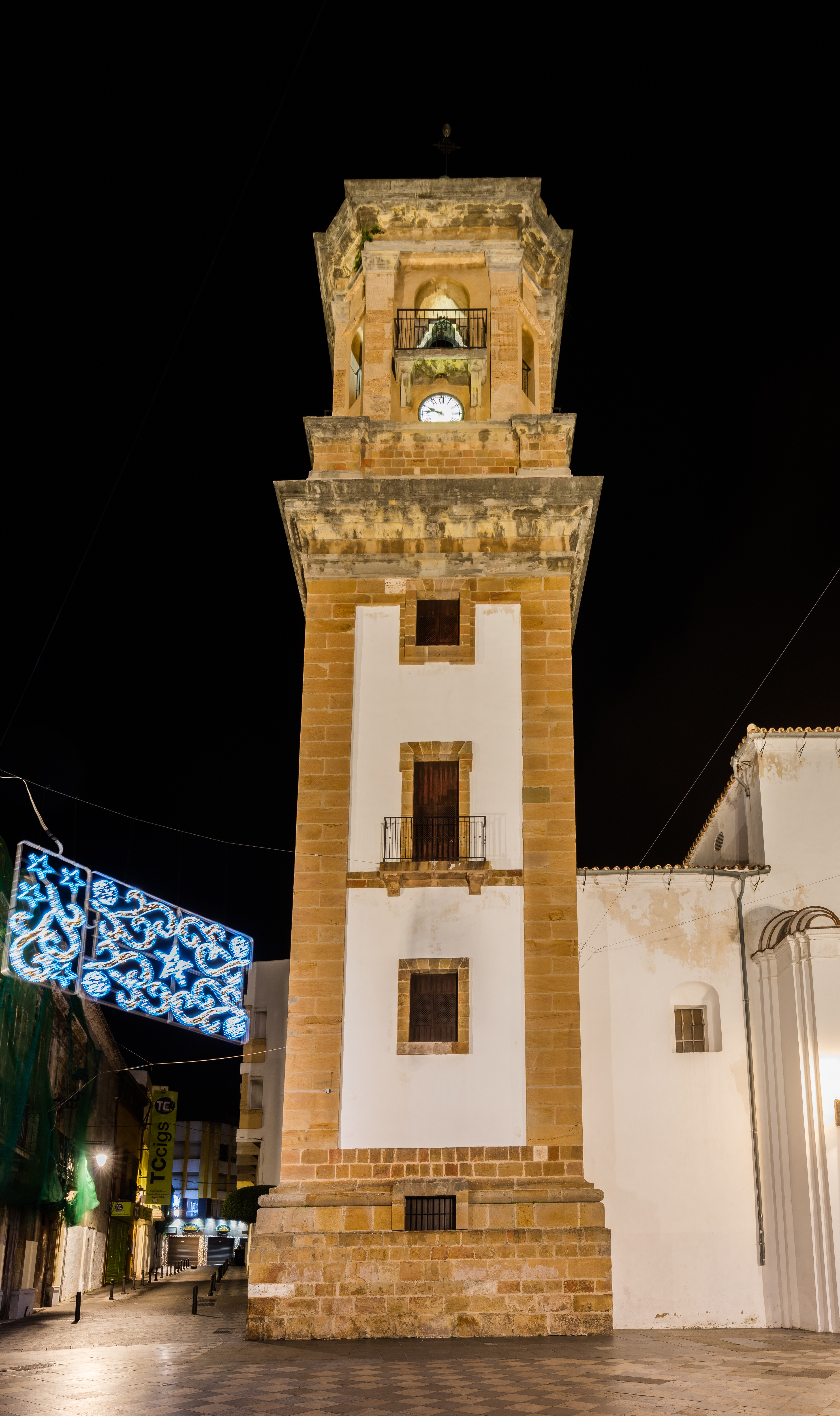
Detalle de la torre campanario.

 La portada es de estilo clásico y posee dos pilastras de sillería vista con basamento y rematadas por pináculos. El dintel de la puerta, también de sillería es radial, formado con dovelas y con clave con volutas. Sobre el entablamiento de la puerta se encuentra una hornacina con pilastras de ladrillo y la imagen de la Virgen. Sobre la hornacina de la fachada se sitúa una cornisa y sobre ella un óculo oval enmarcado en sillería. El techo del edificio es de teja árabe a varias aguas adaptándose a las diferentes alturas de la construcción.
La torre de planta cuadrada posee dos cuerpos, es de estilo neoclásico atemperado que le da un aspecto muy robusto. El cuerpo inferior posee basamento, fuste y remate. El basamento está formado por sillería reutilizada de las antiguas murallas medievales de la ciudad como atestiguan las marcas de cantero que posee. El fuste posee pilastras de sillería en sus esquinas que limitan tres vanos rectangulares de mampostería encalada con ventanas y balcón. Sobre la cornisa del primer cuerpo descansa el campanario de sillería de forma ochavada con pequeñas ventanas en sus chaflanes. Sobre él se encuentra una cúpula con linterna bulbosa sobre basamento de sillares.
Adosados al edificio en su lado sur se encuentran los salones parroquiales, edificio construido en 1962 obra del arquitecto Pedro Pérez Blanco y protegido por la Ley de Patrimonio histórico de Andalucía por sus características arquitectónicas. Se trata de un edificio de estilo brutalista con diferentes planos de fachada adaptándose a la calle adyacente. Destacan los materiales utilizados en su fachada con hormigón en bruto y ladrillo así como el uso de bóvedas tabicadas a pesar de que las reformas realizadas desde finales del siglo XX han desvirtuado en parte el conjunto.